# Craugastor laticeps
Craugastor laticeps es una especie de Anura de la familia Craugastoridae. Es nativo del norte de América Central y el sur de México.

## Distribución y hábitat
Su área de distribución incluye México (Veracruz desde la sierra de los Tuxtlas, Tabasco y Chiapas), Belice, Guatemala y Honduras. 
Su hábitat natural incluye bosque tropical de tierras bajas y bosque tropical premontano, donde suele encontrarse en la hojarasca. Su rango altitudinal se encuentra entre 10 y 1500 m s. n. m.